# Andersnuten
Andersnuten är en bergstopp i Antarktis. Den ligger i Östantarktis. Norge gör anspråk på området. Toppen på Andersnuten är 2 136 meter över havet, eller 437 meter över den omgivande terrängen. Bredden vid basen är 2,2 km.
Terrängen runt Andersnuten är kuperad västerut, men österut är den platt. Trakten är obefolkad. Det finns inga samhällen i närheten. 